# Thomas Savundaranayagam
Thomas Savundaranayagam (Kayts, Sri Lanka, 22 de julho de 1938) é um clérigo católico romano e bispo emérito de Jaffna.
Thomas Savundaranayagam foi ordenado sacerdote para a Diocese de Jaffna em 21 de dezembro de 1963.
O Papa João Paulo II o nomeou Bispo de Mannar em 24 de janeiro de 1981. O bispo de Jaffna, Jacob Bastiampillai Deogupillai, o consagrou bispo em 30 de julho do mesmo ano; Co-consagradores foram Nicholas Marcus Fernando, Arcebispo de Colombo, e Frank Marcus Fernando, Bispo de Chilaw.
Em 6 de julho de 1992 foi nomeado Bispo de Jaffna. O Papa Francisco aceitou sua aposentadoria em 13 de outubro de 2015.
Savundaranayagam é um forte ativista dos direitos tâmeis no Sri Lanka e dos esforços humanitários no que às vezes é chamado de "Tamil Eelam". Ele pediu a intervenção internacional para parar o conflito no Sri Lanka.